# Ричко Василь Власович
Василь Власович Ричко (1 березня 1919, Глобине, Полтавської області — 20 вересня 1977, Черкаси) — український радянський господарчий і партійний діяч, депутат Верховної Ради УРСР 6—8-го скликань.

## Біографія
Народився в 1919 р. в містечку Глобине Полтавської області в селянській родині. Після закінчення середньої школи з 1937 року навчався в Дніпропетровському гірничому інституті, звідки в перші дні Німецько-радянської війни (1941-1945 рр.) у складі добровільного загону пішов на фронт. Під час війни брав участь у боях на Південно-Західному фронті (1941 р.), Північно-Кавказькому фронті (1942 р.), на Кубані (1943 р.) у Криму (1944 р.) та на 3-му Білоруському фронті (1944-1945 рр. — Литва, Східна Пруссія). Був неодноразово поранений, зазнав контузії та відмороження.
Член ВКП(б) з 1945 року.
Після демобілізації в 1946 році продовжив навчання в гірничому інституті, який закінчив у 1947 році.
З 1947 р. працював помічником головного інженера, головним інженером шахт № 3-біс і № 21 тресту «Чистяківантрацит» Сталінської області (зараз «Торезантрацит»).
З 1949 по 1952 р. перебував у виробничому відрядженні в Німецькій Демократичній Республіці. З серпня місяця 1949 року по січень 1950 працював начальником виробничо-технічного відділу відділення Радянського акціонерного товариства «Калій» у місті Ерфурті, Німеччина. З січня місяця 1950 р. по вересень місяць 1951 р. був головним інженером калійного комбінату Heiligenroda відділення Радянського акціонерного товариства «Калій» у Німеччині, а з вересня місяця 1951 по серпень 1952 р. — генеральним директором калійного комбінату Volkenroda — того ж товариства.
З вересня 1952 р. працював начальником шахтобудівельного управління та начальником технічного відділу тресту «Чистяківшахтобуд» (зараз «Торезшахтобуд») Сталінської області.
У 1954 р. був обраний 2-м секретарем Чистяківського міського комітету КПУ Сталінської області, а в березні 1956–1960 рр. працював інспектором ЦК Комуністичної партії України.
У лютому 1960 року обраний секретарем, а 23 травня 1961 року — 2-м секретарем Волинського обласного комітету КПУ.
У січні 1963 року — інспектор ЦК КПУ.
З січня 1963 року працював 1-м секретарем Черкаського промислового обласного комітету КПУ. З грудня 1964 року — секретар, з жовтня 1965 року — 2-й секретар Черкаського обласного комітету КПУ. З квітня 1975 по вересень 1977 року — заступник голови виконавчого комітету Черкаської обласної ради депутатів трудящих.
Обирався депутатом Верховної Ради УРСР VI, VII, VIII скликань.

## Нагороди
Нагороджений радянським орденом Жовтневої Революції, двома орденами Трудового Червоного Прапора, орденом «Знак Пошани» (26.02.1958), багатьма медалями, Почесною грамотою Президії Верховної Ради Української РСР (28.02.1969). Лауреат премії Ради Міністрів СРСР 1977 року за розробку проекту та будівництво виробництва аміачної селітри Черкаського виробничого об'єднання "Азот".